# Budget de l'État français
Pour des articles plus généraux, voir Finances publiques en France et Budget de l'État.
Le budget de l'État français est une prévision des dépenses et des recettes de l'État français, voté chaque année par le Parlement dans une loi de finances.
Les principales dépenses du budget général prévues par la loi de finances initiales, hors remboursements et dégrèvements, sont dans cet ordre l’enseignement scolaire, la défense, les engagements financiers de l’État puis la recherche et enseignement supérieur.
Les principales recettes sont la taxe sur la valeur ajoutée, l’impôt sur le revenu, puis l’impôt sur les sociétés.

## Panorama et ordres de grandeur
Le tableau ci-dessous présente de manière très simplifiée le budget de l’État au sein des finances publiques françaises.
|                      | État | Finances publiques hors État |
| -------------------- | --- | --- |
| Dépenses principales | ministères, préfectures, forces armées, Police nationale, enseignement, recherche publique, justice, représentations diplomatiques… | Sécurité sociale : assurance maladie établissements de santé), retraites du régime général… Collectivités territoriales : investissement et fonctionnement (dont charges de personnel) des dépenses relevant des collectivités territoriales (infrastructures et transports collectifs, action sociale…) |

L’Institut national de la statistique et des études économiques (INSEE) établit la comptabilité nationale selon une méthode qui permet les comparaisons européennes. Selon cette comptabilité, non directement comparable aux chiffres du budget, en 2019, les dépenses des administrations publiques centrales (qui correspondent approximativement à l’État et aux opérateurs) représentent 40 % des dépenses publiques dans leur ensemble, qui elles-mêmes représentent 55 % du PIB.
Selon les accords européens, le déficit public doit rester sous le seuil des 3 % du PIB. Selon la comptabilité nationale de 2020, les déficit des administrations publiques centrales est de 156 milliards d'euros (6,8 % du PIB) soit la majorité du déficit de l’ensemble des administrations publiques qui est de 209 milliards d’euros (9,1 % du PIB).
En 2020, la dette des administrations publiques centrales atteint 2 150 milliards d’euros (93,3 % du PIB), soit la majorité de la dette de l’ensemble des administrations publiques qui atteint 2 650 milliards d’euros (115 % du PIB).

## Historique

### Sous l'Ancien Régime
Sous le règne d'Henri IV, le budget est équilibré à hauteur d'une vingtaine de millions de livres tournois. En 1661, il est de 22,8 millions de recettes et 32 de dépenses et, à la mort de Louis XIV en 1715, les rentrées fiscales sont de 69 millions pour 146 millions de charges. La dette publique est alors de 2,3 à 2,4 milliards de livres tournois, dont 1,2 milliard de rentes constituées, plus importante qu'au déclenchement de la Révolution française en 1789 bien que l'ensemble du XVIIIe siècle ait vu des budgets déficitaires.
| Total du budget en 1683                | 115,1 millions de livres |
| -------------------------------------- | ------------------------ |
| Armée de terre                         | 39,4 %                   |
| Marine et galères                      | 9,5 %                    |
| Fortifications                         | 7,75 %                   |
| Fonds du roi (affaires secrètes)       | 3,8 %                    |
| Service de la dette                    | 8 %                      |
| Dépense de la Cour de France           | 10,6 %                   |
| Remboursement à la Caisse des emprunts | 7,4 %                    |
| Bâtiments                              | 6,3 %                    |
| Administration (gages des offices)     | 3,1 %                    |
| Pensions                               | 1,2 %                    |
| Commerce                               | 0,3 %                    |
| Ponts et chaussées                     | 0,08 %                   |
| Canal des deux mers                    | 0,03 %                   |
| Divers                                 | 2,54 %                   |

## Structure du budget
Un budget public doit obéir à plusieurs principes comme l’annualité, l’unité ou la sincérité.
Toutefois, les « Remboursements et dégrèvements », les dépenses sur fonts de concours et les prélèvements sur recettes rendent le budget difficilement intelligible.

### Budget général
Le budget est voté par le Parlement pour une année, et ne crée aucun droit pour les années suivantes.

#### Recettes
Les ressources budgétaires de l’État comprennent :
1. des impositions de toutes natures ;
2. les revenus courants de ses activités industrielles et commerciales, de son domaine, de ses participations financières ainsi que de ses autres actifs et droits, les rémunérations des services rendus par lui, les retenues et cotisations sociales établies à son profit, le produit des amendes, les versements d’organismes publics et privés autres que ceux relevant des opérations de trésorerie, et les produits résultant des opérations de trésorerie autres que les primes à l’émission d’emprunts de l’État ;
3. les fonds de concours, ainsi que les dons et legs consentis à son profit ;
4. les revenus courants divers ;
5. les remboursements des prêts et avances ;
6. les produits de cession de son domaine, de ses participations financières ainsi que de ses autres actifs et droits ;
7. les produits exceptionnels divers[8].

|                                         |                                                                                   | Évaluation      |
| --------------------------------------- | --------------------------------------------------------------------------------- | --------------- |
|                                         | Impôt sur le revenu                                                               | 94 518 897 600  |
|                                         | Impôt sur les sociétés                                                            | 53 042 833 030  |
|                                         | Taxe intérieure de consommation sur les produits énergétiques                     | 16 474 245 145  |
|                                         | Taxe sur la valeur ajoutée                                                        | 101 436 359 972 |
|                                         | Autres contributions fiscales                                                     | 84 137 029 461  |
| Recettes fiscales                       | Recettes fiscales                                                                 | 349 609 365 207 |
|                                         | Dividendes et recettes assimilées                                                 | 5 952 958 135   |
|                                         | Produits de la vente de biens et services                                         | 2 466 556 234   |
|                                         | Amendes, sanctions pénalités et frais de poursuites                               | 2 752 663 409   |
|                                         | Divers                                                                            | 8 591 118 715   |
| Recettes non fiscales                   | Recettes non fiscales                                                             | 20 967 548 212  |
|                                         | Prélèvements sur les recettes de l’État au profit des collectivités territoriales | 45 231 897 951  |
|                                         | Prélèvement sur les recettes de l’État au profit de l’Union européenne            | 23 098 097 974  |
| Prélèvements sur les recettes de l’État | Prélèvements sur les recettes de l’État                                           | 68 329 995 925  |
| Fonds de concours                       | Fonds de concours                                                                 | 6 150 298 778   |

#### Dépenses fiscales
Les dépenses fiscales (ou « niches fiscales ») sont en grande partie une minoration de recettes qui n’apparaît pas dans le budget. Elles sont chiffrées et évaluées et rattachées à titre indicatif à des missions du budget général (par exemple, le crédit d'impôt recherche est une dépense de la mission « Recherche et enseignement supérieur », le crédit d'impôt au titre de l'emploi d'un salarié à domicile de la mission « Travail et emploi »…) ; mais la Cour des comptes regrette régulièrement la hausse de ces dépenses, et relève depuis plusieurs années que la cohérence entre les dépenses fiscales et les objectifs des programmes auxquels elles sont rattachées n’est pas toujours assurée.
Le montant des 471 niches est estimé à 91 milliards d’euros pour 2022.

#### Dépenses

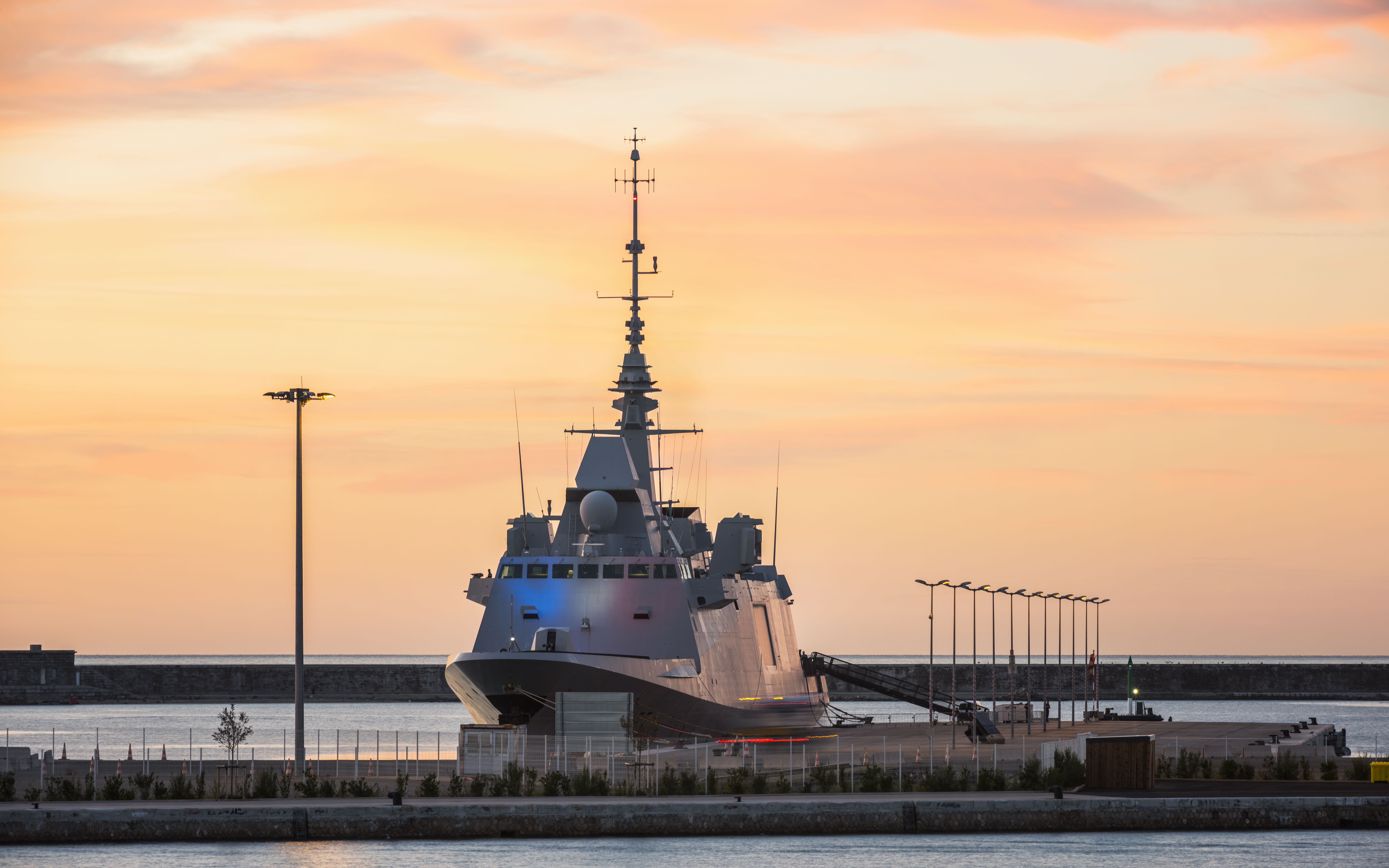
Les dépenses des armées est une des plus importantes du budget (50 milliards d’euros). photo : la frégate Languedoc.

Les charges budgétaires de l'État sont regroupées sous les titres suivants :
1. les dotations des pouvoirs publics ;
2. les dépenses de personnel ;
3. les dépenses de fonctionnement ;
4. les charges de la dette de l'État ;
5. les dépenses d'investissement ;
6. les dépenses d'intervention ;
7. les dépenses d'opérations financières[12].

Les crédits ouverts par les lois de finances pour couvrir chacune des charges budgétaires de l’État sont regroupés par mission concourant à une politique publique définie et relevant d’un ou plusieurs services d’un ou plusieurs ministères.
Les crédits ouverts aux ministres par la loi de finances initiale pour 2025 au titre du budget général sont répartis conformément au tableau suivant.
| Mission                                                   | Montant en euros du crédit de paiement | Ministre disposant des crédits Les missions sont décomposées de plusieurs programmes. Lorsque plusieurs ministres sont indiqués, chacun est responsable d'un programme, au sein de la mission |
| --------------------------------------------------------- | -------------------------------------- | --- |
| Action et transformation publique                         |                                        | |
| Action extérieure de l'État                               | +003 456 994 135,                      | Ministre de l'Europe et des Affaires étrangères |
| Administration générale et territoriale de l'État         | +004 947 926 264,                      | Ministre de l’Intérieur |
| Agriculture, alimentation, forêt et affaires rurales      | +004 215 643 789,                      | Ministre de l'Agriculture et de la souveraineté alimentaire |
| Aide publique au développement                            | +004 372 603 793,                      | Ministre de l’Économie, des Finances et de la souveraineté industrielle et numérique, ministre de l'Europe et des Affaires étrangères |
| Anciens combattants, mémoire et liens avec la nation      | +001 854 494 628,                      | Ministre des Armées, Premier ministre |
| Cohésion des territoires                                  | +023 122 229 009,                      | Ministre de l'Aménagement du territoire et de la Décentralisation, Premier ministre |
| Conseil et contrôle de l’État                             | +000892 401 963,                       | Premier ministre |
| Crédits non répartis                                      | +000225 000 000,                       | Ministre de l’Économie, des Finances et de la souveraineté industrielle et numérique |
| Culture                                                   | +003 918 028 319,                      | Ministre de la Culture |
| Défense                                                   | +059 946 338 573,                      | Ministre des Armées |
| Direction de l'action du Gouvernement                     | +001 025 787 383,                      | Premier ministre |
| Écologie, développement et mobilité durable               | +021 704 135 923,                      | Ministre de l'Aménagement du territoire et de la Décentralisation, ministre de la Transition écologique, de la Biodiversité, de la Forêt, de la Mer et de la Pêche |
| Économie                                                  | +003 729 185 113,                      | Ministre de l’Économie, des Finances et de la souveraineté industrielle et numérique |
| Engagements financiers de l’État                          | +056 169 057 153,                      | Ministre de l’Économie, des Finances et de la souveraineté industrielle et numérique |
| Enseignement scolaire                                     | +088 642 000 013,                      | Ministre de l'Éducation nationale, de l'Enseignement supérieur et de la Recherche, Ministre de l'Agriculture et de la Souveraineté alimentaire |
| Gestion des finances publiques et des ressources humaines |                                        | |
| Gestion des finances publiques                            | +010 859 308 458,                      | Ministre de l’Économie, des Finances et de la souveraineté industrielle et numérique |
| Immigration, asile et intégration                         | +002 081 191 600,                      | Ministre de l’Intérieur |
| Investissements d'avenir                                  | +005 265 285 842,                      | Premier ministre |
| Justice                                                   | +012 682 852 196,                      | Garde des sceaux, ministre de la Justice |
| Médias, livre et industries culturelles                   | +000720 002 959,                       | Ministre de la Culture |
| Outre-mer                                                 | +002 980 130 886,                      | Ministre des Outre-mer |
| Plan de relance                                           |                                        | |
| Plan d’urgence face à la crise sanitaire                  |                                        | |
| Pouvoirs publics                                          | +001 137 842 143,                      | (non géré par le Gouvernement) |
| Recherche et enseignement supérieur                       | +030 909 249 677,                      | Ministre de l'Éducation nationale, de l'Enseignement supérieur et de la Recherche, ministre de l’Économie, des Finances et de la souveraineté industrielle et numérique, ministre de la Transition écologique, de la Biodiversité, de la Forêt, de la Mer et de la Pêche, ministre des Armées, ministre de l'Agriculture et de la souveraineté alimentaire |
| Régimes sociaux et de retraite                            | +005 991 769 184,                      | Ministre de l’Économie, des Finances et de la souveraineté industrielle et numérique, ministre de la Transition écologique, de la Biodiversité, de la Forêt, de la Mer et de la Pêche |
| Relations avec les collectivités territoriales            | +003 962 798 332,                      | Ministre de l'Aménagement du territoire et de la Décentralisation |
| Remboursements et dégrèvements                            | +148 305 620 991,                      | Ministre de l’Économie, des Finances et de la souveraineté industrielle et numérique |
| Santé                                                     | +001 482 029 644,                      | Ministre du Travail, de la Santé, des Solidarités et des Familles |
| Sécurités                                                 | +025 257 945 836,                      | Ministre de l’Intérieur |
| Solidarité, insertion et égalité des chances              | +030 308 709 514,                      | Ministre du Travail, de la Santé, des Solidarités et des Familles, Premier ministre |
| Sports, jeunesse et vie associative                       | +001 498 656 919,                      | Ministre des Sports, de la Jeunesse et de la Vie associative |
| Transformation et fonction publiques                      | +000722 117 623,                       | Ministre de l’Économie, des Finances et de la souveraineté industrielle et numérique, ministre de l'Action publique, de la Fonction publique et de la Simplification |
| Travail et emploi                                         | +020 009 645 382,                      | Ministre du Travail, de la Santé, des Solidarités et des Familles |
| Total                                                     | +582 396 983 244,                      | |

La mission « Engagements financiers de l’État » est essentiellement consacrée à la charge de la dette de l’État (les intérêts). En 2024, cette charge de la dette est de 48 milliards d’euros, la prévision en 2027 est d’une charge de la dette de près de 74 milliards’ en nette augmentation. 
La mission « Remboursements et dégrèvements », dont les crédits ont un caractère évaluatif est constituée de la manière suivante :
- programme : « Remboursements et dégrèvements d'impôts d'État » (avec par exemple les remboursements de trop-versés ou la part de dépenses fiscales donnant lieu à un décaissement au profit de contribuables[n 1]) ;
- programme « Remboursements et dégrèvements d'impôts locaux ».

Au sein de chaque mission, un programme regroupe les crédits destinés à mettre en oeuvre une action ou un ensemble cohérent d’actions relevant d’un même ministère et auquel sont associés des objectifs précis, définis en fonction de finalités d'intérêt général, ainsi que des résultats attendus et faisant l’objet d'une évaluation.
Les crédits sont spécialisés par dotation (pour les missions « Crédits non répartis » et « pouvoirs publics ») ou par programme. Les crédits d'un programme ou d'une dotation sont présentés selon les titres mentionnés ci-dessus. La présentation des crédits par titre est indicative. Toutefois, les crédits ouverts sur le titre des dépenses de personnel de chaque programme constituent le plafond des dépenses de cette nature (principe de fongibilité asymétrique). Les crédits ouverts sont constitués d’autorisations d'engagement et de crédits de paiement.
Ci-dessous, pour exemple, les crédits ouverts du programme Protection judiciaire de la jeunesse, de la mission justice.
| Intitulé de l’action                         | Titre 2 : dépenses de personnel | Titre 3 : dépenses de fonctionnement | Titre 4 : dépenses d’investissement | Titre 6 : dépenses d’intervention | Total         |
| -------------------------------------------- | ------------------------------- | ------------------------------------ | ----------------------------------- | --------------------------------- | ------------- |
| 01 – Mise en œuvre des décisions judiciaires | 447 084 244 €                   | 65 371 731 €                         | 28 952 457 €                        | 296 023 608 €                     | 837 432 040 € |
| 03 – Soutien                                 | 91 441 590 €                    | 23 391 215 €                         | 966 034 €                           |                                   | 115 798 839 € |
| 04 – Formation                               | 29 051 016 €                    | 9 859 895 €                          | 141 042 €                           | 15 000 €                          | 39 066 953 €  |
| Total                                        | 567 576 850 €                   | 98 622 841 €                         | 30 059 533 €                        | 296 038 608 €                     | 992 297 832 € |

| Intitulé de l’action                         | Titre 2 : dépenses de personnel | Titre 3 : dépenses de fonctionnement | Titre 4 : dépenses d’investissement | Titre 6 : dépenses d’intervention | Total         |
| -------------------------------------------- | ------------------------------- | ------------------------------------ | ----------------------------------- | --------------------------------- | ------------- |
| 01 – Mise en œuvre des décisions judiciaires | 447 084 244 €                   | 57 936 168 €                         | 29 415 398 €                        | 296 023 608 €                     | 830 459 418 € |
| 03 – Soutien                                 | 91 441 590 €                    | 21 396 763 €                         | 1 521 034 €                         |                                   | 114 359 387 € |
| 04 – Formation                               | 29 051 016 €                    | 10 801 191 €                         | 141 042 €                           | 15 000 €                          | 40 008 249 €  |
| Total                                        | 567 576 850 €                   | 90 134 122 €                         | 31 077 474 €                        | 296 038 608 €                     | 984 827 054 € |

Une partie des dépenses n’est pas mise en œuvre directement par l’État mais par des « opérateurs », majoritairement financés par des subventions de l’État ou des taxes affectées, ou porteurs d’enjeux importants pour l’État. Au budget 2022, sont inscrits 437 opérateurs de l’État rémunérant 405 322 emplois (en équivalents temps plein travaillés) et bénéficiant de 64 milliards d’euros de financement public. Par exemple, le Centre national de la recherche scientifique a un budget de recettes en 2021 de 3 646 millions d’euros, dont 2 748 de subventions de l’État pour charges de services public.

### Affectation de recettes
Certaines recettes peuvent être directement affectées à certaines dépenses. Ces affectations prennent la forme de
- budgets annexes : ils retracent les seules opérations des services de l’État non dotés de la personnalité morale résultant de leur activité de production de biens ou de prestation de services donnant lieu au paiement de redevances, lorsqu’elles sont effectuées à titre principal par lesdits services[24] ;
- comptes spéciaux ;
  - les comptes d'affectation spéciale (dont celui des participations de l’État et celui des pensions des fonctionnaires[25]) ;
  - les comptes de commerce[26] ;
  - les comptes d'opérations monétaires[27] ;
  - les comptes de concours financiers[28].
- procédures comptables particulières au sein du budget général, d’un budget annexe ou d’un compte spécial[29] :
  - fonds de concours : constitués d’une part, par des fonds à caractère non fiscal versés par des personnes morales ou physiques pour concourir à des dépenses d’intérêt public et, d’autre part, par les produits de legs et donations attribués à l’État,
    - exemple : Agence de financement des infrastructures de transport de France ou Fonds structurels européens pour les crédits cofinançant des projets sous maîtrise d’ouvrage de l’État[30]

  - procédure d’attribution de produits,
  - procédure de rétablissement de crédits.

### Transfert avec les autres institutions

#### Collectivités locales

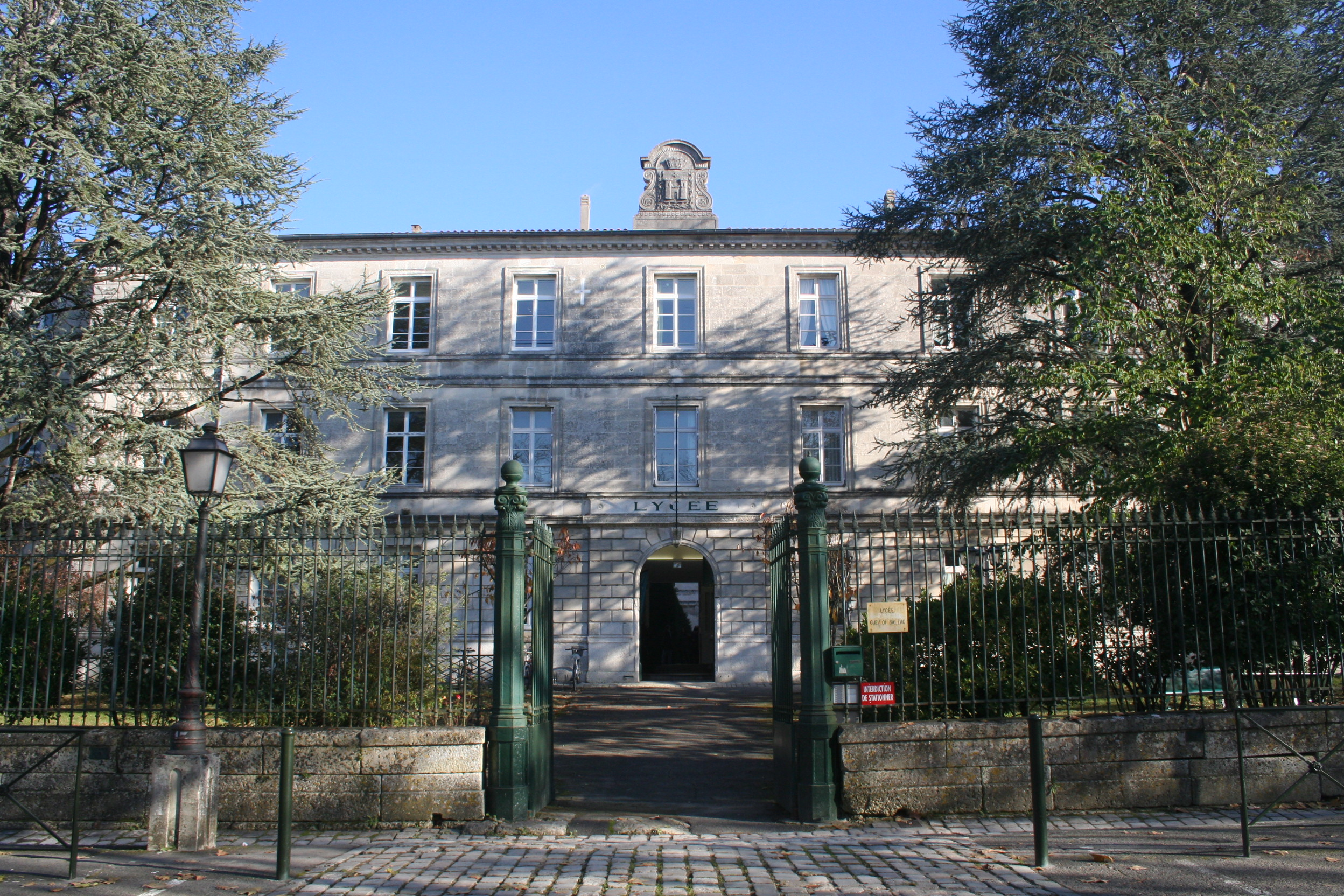
Dans les établissements d'enseignement scolaires et secondaires, les enseignants sont payés avec le budget de l’État, les autres dépenses sont prises en charge par les collectivités. Photo : lycée Guez-de-Balzac.

Les collectivités territoriales sont financées par des impôts locaux.
En complément, les transferts financiers de l’État aux collectivités territoriales se composent de trois ensembles
- Les concours financiers de l’État aux collectivités, rassemblent les transferts financiers spécifiquement destinés aux collectivités et à leurs groupements (52 milliards d’euros prévus pour 2022). Il s’agit
  - des prélèvements sur recettes de l’État au profit des collectivités territoriales,
  - de la TVA affectée aux régions en substitution de la DGF depuis 2018 et aux départements depuis 2021,
  - des crédits de la mission « Relations avec les collectivités territoriales ».
- Les transferts divers de l’État hors fiscalité transférée et hors apprentissage (12 milliards) comprennent
  - les subventions aux collectivités territoriales des ministères autres que le ministère de la Cohésion des territoires et des Relations avec les collectivités territoriales (MCTRCT),
  - les contreparties de dégrèvements d’impositions locales décidés par voie législative
  - le produit des amendes de police de la circulation et des radars.
- La fiscalité transférée et le financement de la formation professionnelle (41 milliards), qui visent essentiellement à compenser les mesures de décentralisation et les transferts de compétences vers les collectivités territoriales[31].

#### Protection sociale
La protection sociale est financée par des cotisations sociales et par la contribution sociale généralisée.
En complément, les relations financières entre l’État et la protection sociale recouvrent des formes diverses,
- l’État auto assure certains risques sociaux aux fonctionnaires et il verse en tant qu’employeur des cotisations sociales (56 milliards d’euros prévus pour 2022) ;
- l’État compense, aux régimes obligatoires de base de sécurité sociale et aux régimes complémentaires, des exonérations de cotisations sociales (6 milliards}) ;
- l’État finance les prestations versées par les organismes obligatoires de base de sécurité sociale pour le compte de l’État (40 milliards) ;
- l’État verse des subventions à certains régimes obligatoires de base de sécurité sociale pour en assurer l’équilibre financier (6 milliards) ;
- l’État garantit financièrement à certains régimes de protection sociale ;
- l’État affecte aux organismes de sécurité sociale le produit de certains impôts et taxes (254 milliards)[32].

#### Union européenne
Le montant de la contribution française au profit de l’Union européenne, constituée du prélèvement sur recettes et des ressources propres traditionnelles nettes des frais d’assiette et de perception s’est élevé à 23 milliards d’euros en 2020.
La même année, les dépenses européennes réalisées en France se sont élevées à 15 milliards d’euros, ce qui représente 10,8 % du total des dépenses réparties de l’Union (dépenses administratives incluses). La France était ainsi le deuxième bénéficiaire en volume des dépenses de l’Union européenne derrière la Pologne. Les dépenses provenant de la politique agricole commune ont représenté 75 % du total des retours français. Le plan de relance européen Next Generation EU, d’un montant de 750 milliards d’euros, bénéficiera à la France à hauteur de 44 milliards.

### Solde
|                                                    |                                                                |                                                                                                   |                                                                                                   |                                                                                                   | Ressources | Charges | Soldes   |  |
| -------------------------------------------------- | -------------------------------------------------------------- | ------------------------------------------------------------------------------------------------- | ------------------------------------------------------------------------------------------------- | ------------------------------------------------------------------------------------------------- | ---------- | ------- | -------- |  |
|                                                    |                                                                |                                                                                                   |                                                                                                   | Recettes fiscales brutes/dépenses brutes (a)                                                      |            |         |          |  |
|                                                    |                                                                |                                                                                                   |                                                                                                   | Remboursements et dégrèvements (-b)                                                               |            |         |          |  |
|                                                    |                                                                |                                                                                                   | Recettes fiscales nettes/dépenses nettes (c=a-b)                                                  | Recettes fiscales nettes/dépenses nettes (c=a-b)                                                  | 349 609    | 438 820 |          |  |
|                                                    |                                                                |                                                                                                   | Recettes non fiscales (d)                                                                         | Recettes non fiscales (d)                                                                         | 20 968     |         |          |  |
|                                                    |                                                                | Recettes totales nettes/dépenses nettes (e=c+d)                                                   | Recettes totales nettes/dépenses nettes (e=c+d)                                                   | Recettes totales nettes/dépenses nettes (e=c+d)                                                   | 370 577    | 438 820 |          |  |
|                                                    |                                                                | Prélèvements sur recettes au profit des collectivités territoriales et de l'Union européenne (-f) | Prélèvements sur recettes au profit des collectivités territoriales et de l'Union européenne (-f) | Prélèvements sur recettes au profit des collectivités territoriales et de l'Union européenne (-f) | 68 330     |         |          |  |
|                                                    | Budget général (g=e-f)                                         | Budget général (g=e-f)                                                                            | Budget général (g=e-f)                                                                            | Budget général (g=e-f)                                                                            | 302 247    | 438 820 | −136 573 |  |
|                                                    | Évaluation des fonds de concours et crédits correspondants (h) | Évaluation des fonds de concours et crédits correspondants (h)                                    | Évaluation des fonds de concours et crédits correspondants (h)                                    | Évaluation des fonds de concours et crédits correspondants (h)                                    | 6 150      | 6 150   |          |  |
| Budget général y compris fonds de concours (i=g+h) | Budget général y compris fonds de concours (i=g+h)             | Budget général y compris fonds de concours (i=g+h)                                                | Budget général y compris fonds de concours (i=g+h)                                                | Budget général y compris fonds de concours (i=g+h)                                                | 308 397    | 440 970 |          |  |
| Budgets annexes (j)                                | Budgets annexes (j)                                            | Budgets annexes (j)                                                                               | Budgets annexes (j)                                                                               | Budgets annexes (j)                                                                               | 2 857      | 2 499   | 385      |  |
| Comptes spéciaux (k)                               | Comptes spéciaux (k)                                           | Comptes spéciaux (k)                                                                              | Comptes spéciaux (k)                                                                              | Comptes spéciaux (k)                                                                              |            |         | −2 781   |  |
| Solde général (=g+j+k)                             | Solde général (=g+j+k)                                         | Solde général (=g+j+k)                                                                            | Solde général (=g+j+k)                                                                            | Solde général (=g+j+k)                                                                            |            |         | −138 996 |  |

Depuis 1974, le budget de l'État est chaque année déficitaire. Evalué en proportion des recettes annuelles nettes (300 millards d'euros d'après le tableau pour 2024) et non du PIB comme c'est l'usage dans le discours politique, le déficit du budget de l'état (141 milliards d'euros selon le même tableau) est à 47% desdites recettes.

## Calendrier

### Élaboration du projet de loi de finances initial

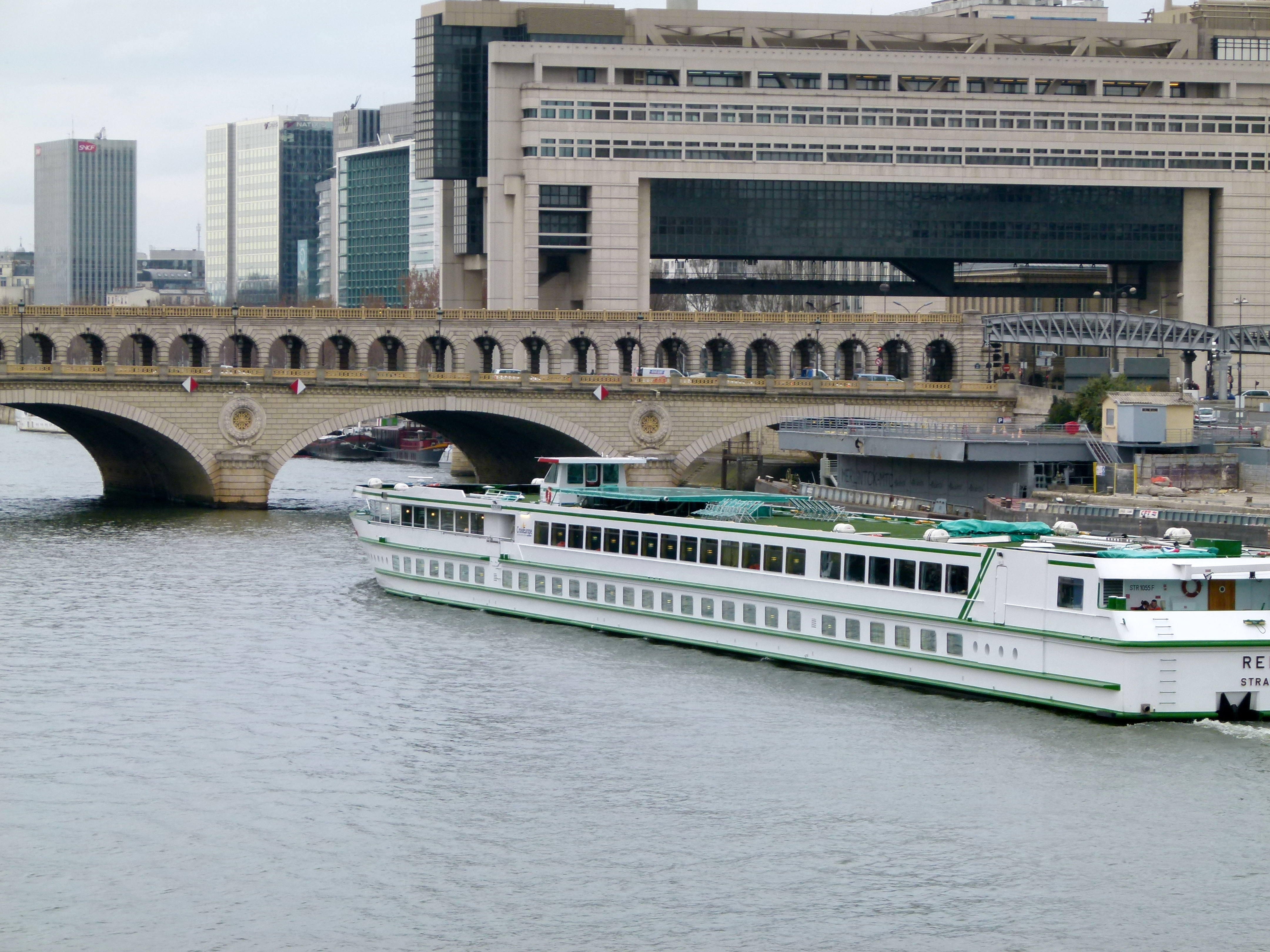
Siège des ministres de l'Économie et des Finances et des directions générales.

Avant la loi de finance, les crédits font l’objet de trajectoires pluriannuelles dans les loi de programmation (lois de programmation des finances publiques, militaire, de la justice, de la recherche).
Côté recettes, c'est la direction générale des Finances publiques du ministère de l'Économie et des Finances qui a la haute main. Il y a bien quelques mesures politiques issues des autres ministères (type : crédit d'impôts pour telle ou telle dépense des particuliers), mais c'est marginal et de toute façon validé (parfois avec des modifications qui peuvent en réduire la portée) par l'administration fiscale. Il fixe les recettes supposées de l'appareil étatique, dont le montant effectif dépendra de la conjoncture économique : bénéfices des sociétés, consommation, croissance, etc[réf. nécessaire].
L’élaboration du budget de l’année N démarre en novembre de l’année N-2 quand chaque ministère définit sa stratégie budgétaire, en analysant notamment l’exécution antérieure des programmes, et déterminant les évolutions tendancielles des dépenses. Au cours du premier trimestre de l’année N-1, le Premier ministre adresse une lettre de « cadrage » à chaque membre du Gouvernement. Des négociations ont lieu entre chaque ministre et le ministre chargé du budget (représenté par la direction du Budget dans les premières discussions) jusqu’à aboutir à une « lettre plafond », qui arrête le montant maximum des crédits et des autorisations d’emplois par mission pour l’année N ainsi que les principales réformes à engager. Chaque ministère répartit ensuite les crédits dans les différents programmes.

### Vote de la loi de finances initiale par le Parlement

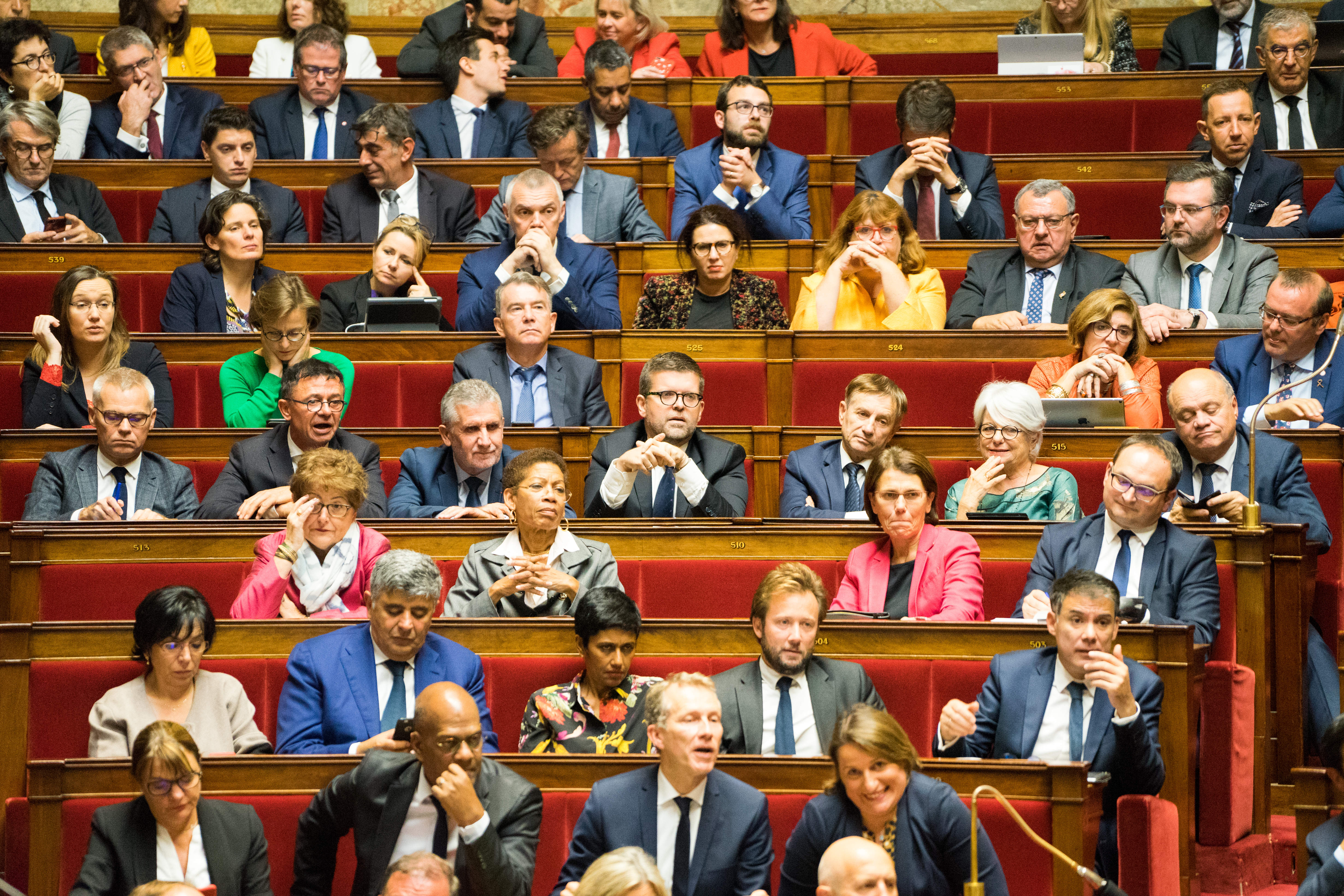
Hémicycle de l’Assemblée nationale.

Le projet de loi de finance est déposé au plus tard le premier mardi d'octobre. La discussion parlementaire de ces textes est limitée en durée, et prioritaire par rapport aux autres textes législatifs .
La première partie de la loi de finances autorise, pour l’année, la perception des ressources de l’État. La seconde partie fixe notamment, pour le budget général, par mission, le montant des autorisations d'engagement et des crédits de paiement.
Au cours de la discussion sur la seconde partie, les parlementaires ne peuvent que déplacer des crédits au sein d’une mission.

### Les mesures réglementaires
Des virements peuvent modifier la répartition des crédits entre programmes d’un même ministère. Le montant cumulé, au cours d’une même année, des crédits ayant fait l’objet de virements, ne peut excéder 2 % des crédits ouverts par la loi de finances de l’année pour chacun des programmes concernés.
Des transferts peuvent modifier la répartition des crédits entre programmes de ministères distincts, dans la mesure où l’emploi des crédits ainsi transférés, pour un objet déterminé, correspond à des actions du programme d’origine.
En cas d’urgence, des décrets d’avance pris sur avis du Conseil d’État et après avis des commissions de l’Assemblée nationale et du Sénat chargées des finances peuvent ouvrir des crédits supplémentaires sans affecter l’équilibre budgétaire défini par la dernière loi de finances. À cette fin, les décrets d’avance procèdent à l’annulation de crédits ou constatent des recettes supplémentaires. Le montant cumulé des crédits ainsi ouverts ne peut excéder 1 % des crédits ouverts par la loi de finances de l’année.
Inversement, afin de prévenir une détérioration de l’équilibre budgétaire défini par la dernière loi de finances afférente à l’année concernée, un crédit peut être annulé par décret pris sur le rapport du ministre chargé des finances. Un crédit devenu sans objet peut être annulé par un décret pris dans les mêmes conditions. Avant sa publication, tout décret d’annulation est transmis pour information aux commissions de l’Assemblée nationale et du Sénat chargées des finances et aux autres commissions concernées. Le montant cumulé des crédits annulés par décret d’annulation et d’avance ne peut dépasser 1,5 % des crédits ouverts par les lois de finances afférentes à l'année en cours.

### Exécution
Selon le décret relatif à la gestion budgétaire et comptable publique, les ministres sont seuls ordonnateurs principaux des recettes et des dépenses. Par délégation, les ordonnateurs secondaires sont par exemple les préfets ou les ambassadeurs.
Sous l’autorité du ministre chargé du budget, les comptables publics exécutent toutes opérations de recettes et de dépenses du budget de l’État. Le comptable public s’assure, par ses contrôles sur les biens, droits et obligations qui doivent être enregistrés dans le compte général de l’État, de la qualité du contrôle interne comptable et du respect des principes et des règles.

### La loi relative aux résultats de la gestion
La loi relative aux résultats de la gestion et portant approbation des comptes (« loi de règlement » avant 2023) arrête le montant définitif des recettes et des dépenses du budget auquel elle se rapporte, ainsi que le résultat budgétaire qui en découle. Le cas échéant, elle ratifie les modifications apportées par décret d’avance aux crédits ouverts par la dernière loi de finances afférente à cette année et ouvre, pour chaque programme ou dotation concerné, les crédits nécessaires pour régulariser les dépassements constatés résultant de circonstances de force majeure dûment justifiées et procède à l'annulation des crédits n'ayant été ni consommés ni reportés.

### Contrôle

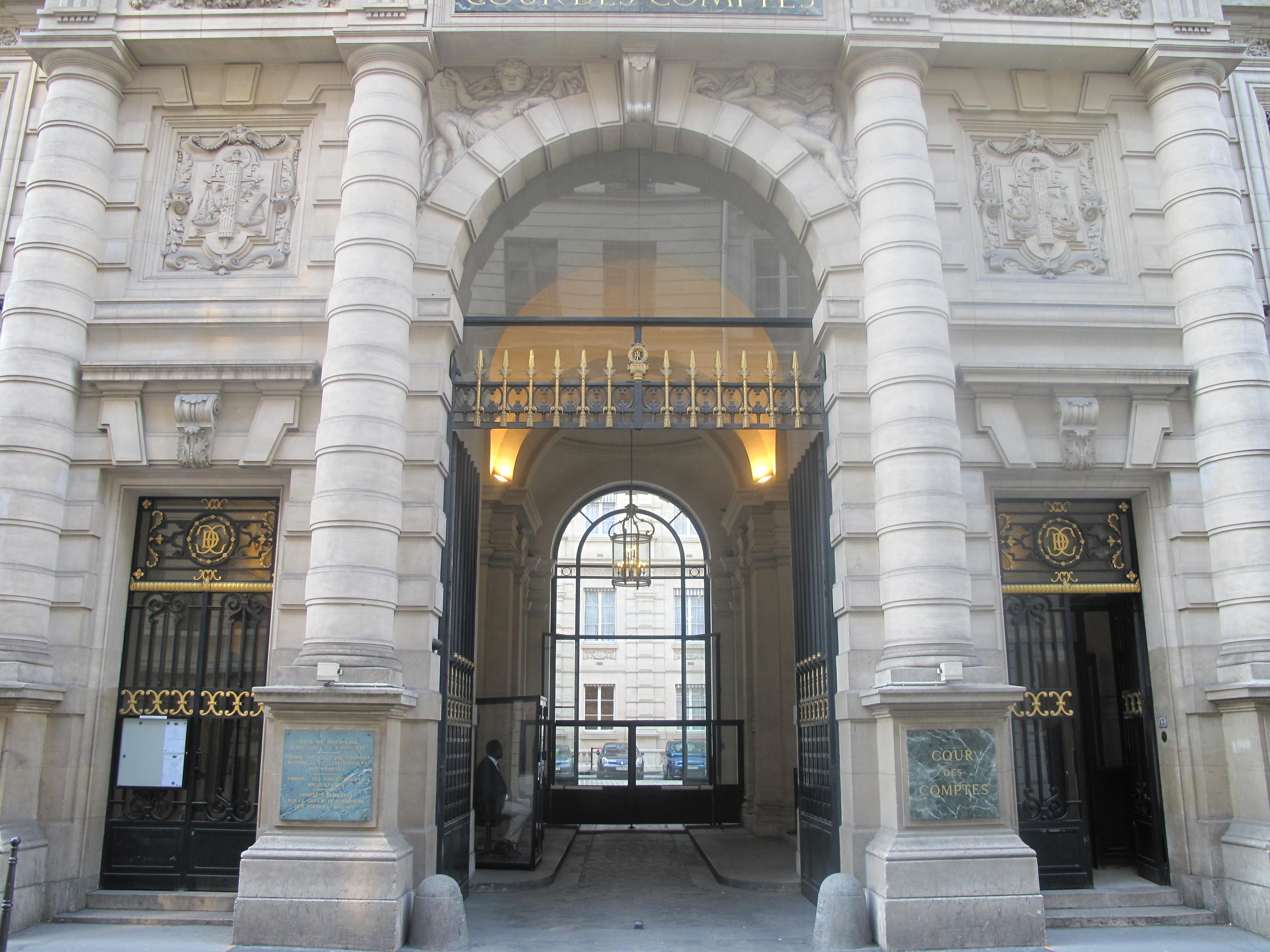
Siège de la Cour des Comptes.

La Cour des comptes assiste le Parlement et le Gouvernement dans le contrôle de l'exécution des lois de finances.